# 5866 Sachsen
5866 Sachsen (1988 PM2) là một tiểu hành tinh vành đai chính được phát hiện ngày 13 tháng 8 năm 1988 bởi F. Borngen ở Tautenburg.